# Ich han en Schatz am schöne Zürisee
„Ich han en Schatz am schöne Zürisee“ ist ein schweizerisches Liebeslied. Der Text wurde 1941 von Buddy Bertinat (1912–1973) für die Geschwister Schmid geschrieben mit Orchesterbegleitung von Teddy Stauffer und den Original Teddies. Ebenso wie „Vo Luzern Uf Weggis Zue“, „Guete Sunntig mitenand“ und einige andere schweizerische Schlager entwickelte sich „Ich han en Schatz am schöne Zürisee“ zu einem beliebten Volksliedklassiker, der populär geblieben ist. Eine der bekanntesten Adaptionen ist das vom Rahel Tarelli aus dem Jahr 2008.

## Text
| Liedtext Züritüütsch | Songtexte Hochdeutsch |
| --- | --- |
| Ich han en Schatz am schöne Zürisee, So giz e käine mee, hodulohuli, Drum gan ich immer gern an Zürisee, Won ich min Schatz cha xee, hodulio Ich han en gern vo ganzem Herze, S tät mer schüli wee, Wän ich müessti tänke, das ich iin hüt nüme xee | Ich habe einen Schatz am schöne Zürichsee, So gibt‘s keinen mehr, hodulohuli, Darum gehe ich immer gern an Zürichsee, Wo ich meinen Schatz sehen kann, hodulio Ich habe ihn gern von ganzem Herzen, Es tat mir sehr weh, Wenn ich denken musste, dass ich ihn heute nicht mehr sehe |